# Otto Heinrich Korff gen. Schmising
Otto Heinrich Korff gen. Schmising (* 21. Oktober 1620; † 4. Oktober 1664) war Dompropst im Domkapitel Münster.

## Leben

### Herkunft und Familie
Als Sohn der Eheleute Heinrich Korff gen. Schmising zu Tatenhausen (1583–1665, Domherr in Minden) und Sibylla von Wendt (1589–1666) geboren, entstammte Otto Heinrich der uralten westfälischen Adelsfamilie Korff gen. Schmising. Sein Zwillingsbruder Matthias (1620–1684) war Geheimrat, Domdechant und -kantor in Hildesheim, Kaspar Heinrich (1616–1690) Amtsdroste in Iburg und Deputierter der Ravensberger Ritterschaft, Johann Adolf (1619–1678) Propst in St. Mauritz und Friedrich Johann Geheimrat und Johanniter-Komtur.

### Werdegang und Wirken
Otto Heinrich, als Domherr in Hildesheim tätig, erhielt am 7. Juli 1629 durch Papst Urban VIII. das Domkanonikat in Münster und studierte zunächst an der Sorbonne in Paris.
Nach einem Brief seines Vaters an das Domkapitel erhielt er die Erlaubnis zum Wechsel an eine andere Universität, denn die Fransosen in Frankreich nicht lenger willen gedulden.
1635 erhielt er eine Dompräbende in Osnabrück.  Am 9. Juni 1641 empfing er die niederen Weihen und zwei Tage später die Weihe zum Subdiakon. Seine Weihe zum Diakon fiel auf den 11. März 1645. Ein Jahr später wurde er Domkantor in Osnabrück.
Die Wahl zum Dompropst war am 5. Mai 1650. Kurze Zeit später, am 20. Juli, erhielt er vom Papst Innozenz X. die vakante Dompropstei und leistete am 2. September 1650 ihm gegenüber seinen Treueeid.
Bei der Wahl des Bischofs von Münster im Jahre 1650 trat er als starker Befürworter des Christoph Bernhard von Galen auf und zählte auch in der Folgezeit zu seinen treuen Anhängern.